# Material Girl
Singles de Madonna
Like a Virgin
(1984) Crazy for You
(1985)
Pistes de Like a Virgin
Angel
(2)
Material Girl est une chanson de la chanteuse américaine Madonna. Elle sort le 30 janvier 1985 sous le label Sire Records et est le second single de l’album Like a Virgin. Elle apparaît également sur la compilation The Immaculate Collection dans une version légèrement remixée et dans sa forme originale pour la compilation Celebration. La chanson est écrite par Peter Brown et Robert Rans tandis que Nile Rodgers produit la piste. Madonna explique que le concept de la chanson est inspiré de sa situation à l’époque. Selon elle, Material Girl est provocatrice, d’où le fait qu’elle soit attirée par la chanson.
Material Girl comporte des arrangements de synthétiseurs avec une voix robotique répétant le hook. Les paroles s’identifient avec matérialisme, avec Madonna demandant une vie riche et aisée, plutôt que la romance et les relations amoureuses. Les critiques notent souvent que Material Girl et Like a Virgin sont les deux chansons qui ont fait de Madonna une icône. Material Girl rencontre un grand succès commercial, atteint le top 5 en Australie, Belgique, Canada, Irlande, Japon et Royaume-Uni. Le titre atteint la position deux dans le Billboard Hot 100 aux États-Unis et devient ainsi la troisième chanson qui se positionne dans un top 5.
Le clip est un mimétisme de la chanson de Marilyn Monroe Diamonds Are a Girl’s Best Friend dans le film Les hommes préfèrent les blondes. Les scènes mimétisées sont entrecoupées avec d’autres scènes montrant un producteur hollywoodien essayant de gagner le cœur de l’actrice, interprétée par Madonna. Découvrant que, malgré le sens de la chanson, la jeune femme n’est pas impressionnée par l’argent et les cadeaux chers, il prétend être sans argent et réussit à lui donner un rendez-vous. Les spécialistes remarquent la symbolique de la vidéo et en déduisent qu’il s’agit d’un moyen pour promouvoir l’image de Madonna. Elle interprète la chanson durant quatre de ses tournées mondiales, dont la plupart de ces interprétations sont des mimétismes de la chanson et du clip.
Material Girl est reprise par beaucoup d’artistes, comme Britney Spears, The Chipettes et Hilary Duff. Elle apparaît également dans des films comme Moulin Rouge! et Bridget Jones : L'Âge de raison. Madonna fait souvent remarquer qu’elle regrette d’avoir enregistré Material Girl car ce nom devient son surnom par les médias. La chanson est le sujet de quelques débats.

## Genèse
Material Girl est une chanson écrite par Peter Brown et Roberta Rans puis produite par Nile Rodgers. En 1986, Madonna dit au magazine Company, que même si elle n’a pas écrit la chanson, les paroles sont significatives et le concept applique sa propre situation à ce moment-là. Elle détaille : « Je suis très axée sur ma carrière. Vous êtes attirés par les gens qui sont ambitieux de cette façon, aussi, comme dans la chanson Material Girl. Vous êtes attirés par les hommes qui ont des biens matériels parce que c’est ce qui paie les loyers et vous achètent les fourrures. C’est la sécurité. Cela dure plus longtemps que les émotions ». En 2009, durant une interview avec Rolling Stone, Madonna est interrogée par Austin Scaggs en ce qui concerne ses premières impressions après avoir écouté les démos de Like a Virgin et Material Girl. Madonna répond : « Je les aime toutes les deux car elles sont ironiques et provocatrices dans le même temps mais aussi contraires à moi. Je ne suis pas une personne matérialiste, et je ne suis certainement plus une vierge, et, de cette façon, comment pouvez-vous être comme une vierge ? J’ai aimé le jeu de mots, je pensais qu’elles étaient intelligentes. Elles sont tellement excentriques, tellement fraîches ».

## Composition
Material Girl comprend des arrangements de synthés, avec un tempo de fond énergique qui le soutient. Une voix robotique d’homme répète le hook « Living in a material world ». La chanson se situe dans une signature rythmique commune, avec un métronome de 120 pulsations par minute. Elle se place dans une clé de do majeur, et la voix de Madonna s’étend dans une gamme de notes do4 à do5. Elle est construite dans une progression d’accords de do, si b, la m, do, fa, ré et do dans les couplets et fa, sol, sol et la m dans le refrain. La ligne basse de la chanson avec des origines post-disco est réminiscente[Quoi ?] de la chanson des Jackson 5 intitulée Can You Feel It, qui apparaît dans leur album Triumph. En outre, les strophes rappellent le refrain de You Should Hear How She Talks About You, le tube de Melissa Manchester,.
Les paroles disent que Madonna veut de l’argent, de beaux vêtements, une vie parfaite et des hommes qui sont capables de fournir ces choses matérialistes. Un renvoi à la chanson de 1960 Shop Around par The Miracles est aussi présent. Les paroles représentent aussi les relations en termes de capitalisme comme de commodités, et de romance devenant synonyme de stocks commerciaux et actions. Le titre, comme les paroles, est polysémique. Il suggère que Madonna, à l'instar des hommes qu'elle convoite, est une femme désirée et respectée .

## Accueil

### Critiques de la presse
L’auteur Rikky Rooksby, dans son livre The Complete Guide to the Music of Madonna, compare la chanson avec celles de Cyndi Lauper à cause de la voix aiguë de Madonna. Il ajoute que la chanson est une « satire âcre des "young-guns-go-for-it" de l’époque Reagan/Thatcher. Ce qui va juste montrer que la musique pop et l’ironie ne peuvent pas être mélangées ». Stephen Thomas Erlewine de AllMusic dit que Material Girl est l’une des chansons qui ont fait de Madonna une icône, et aussi par Like a Virgin du même album, l’une et l’autre restant comme une déclaration définitive. Il ajoute que toutes les deux font de l’ombre au reste de l’enregistrement « car elles ont une égalité parfaite entre le thème et le son ». Debbie Miller de Rolling Stone trouve que la chanson présente Madonna comme une fille plus maniable que les chanteuses précédentes. Dave Karger de Entertainment Weekly déclare que la chanson s’en tire un peu répétitif et immature en comparant au contexte actuel tandis que son collègue Jim Farber estime que Material Girl fourni des critiques de façon à critiquer le travail de Madonna. Sal Cinquemani de Slant Magazine commente que Madonna a « défini une génération avec des tubes comme Material Girl, ». Alfred Soto de Stylus Magazine compare le titre à Everything She Wants de Wham!. Michael Paoletta de Billboard annonce que la chanson soutient un « moment de fièvre dance-rock » de même que sa collègue Nancy Erlick dit que « la chanteuse et l’équipe conquiert une fois de plus avec leur irrésistible assemblage de nouveaux et anciens hooks pop ». En 2003, les fans de Madonna sont appelés à voter pour leur Top 20 des meilleurs singles de Madonna par le magazine Q. Material Girl se situe à la quinzième place de la liste.

### Performance dans les classements
La chanson débute au Billboard Hot 100 dans la semaine du 9 février 1985 à la 43e place quand Like a Virgin sort du top 10. Elle grimpe rapidement dans le classement, saute de treize places pour arriver à la cinquième place le 9 mars 1985 et passe finalement en deuxième position pendant deux semaines, entourée de Can’t Fight This Feeling de REO Speedwagon et One More Night de Phil Collins,. Pendant la semaine, la chanson glisse à la troisième place, son prochain single Crazy for You arrive à la quatrième place, donnant à Madonna deux top 5 consécutifs. Material Girl atteint le sommet du classement Hot Dance Music/Club Play Chart, mais rencontre moins de succès dans le Hot R&B/Hip-Hop Singles & Tracks, qui n’entre pas dans le top 40. Elle est 58e du classement de l'année 1985 et Madonna devient la première artiste pop. Au Canada, la chanson débute dans le classement RPM à la 76e position, dans le numéro du 16 février 1985. Au bout de cinq semaines, elle atteint la quatrième position du hit-parade et reste présente dans le classement pendant vingt-et-une semaines. Elle gagne la 46e place du classement RPM Year-End.
En Australie, la chanson entre dans le top 5 et arrive en quatrième position. Au Royaume-Uni, Material Girl débute dans le UK Singles Chart à la 24e position le 2 mars 1985 et atteint la troisième place. Elle est présente pendant dix semaines dans le classement. La chanson est certifiée disque d’argent par le British Phonographic Industry pour la vente de 200 000 d’exemplaires de la chanson. Selon l'Official Charts Company, la chanson s'est vendue à 405 000 exemplaires au Royaume-Uni. En Europe, elle atteint le top 10 en Autriche, Belgique, Espagne, Irlande, Pays-Bas et l’Eurochart Hot 100 Singles,,,, et entre dans le top 40 en Allemagne, Italie et Suisse,,. En France, la chanson n'est pas un succès, elle atteint la 47e place. En Nouvelle-Zélande et au Japon, la chanson arrive dans le top 5,.

## Clip vidéo

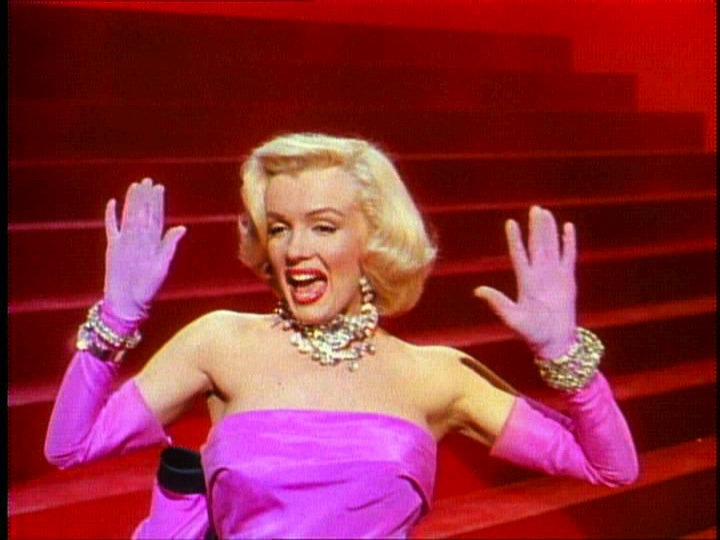
Marilyn Monroe dans Les hommes préfèrent les blondes.

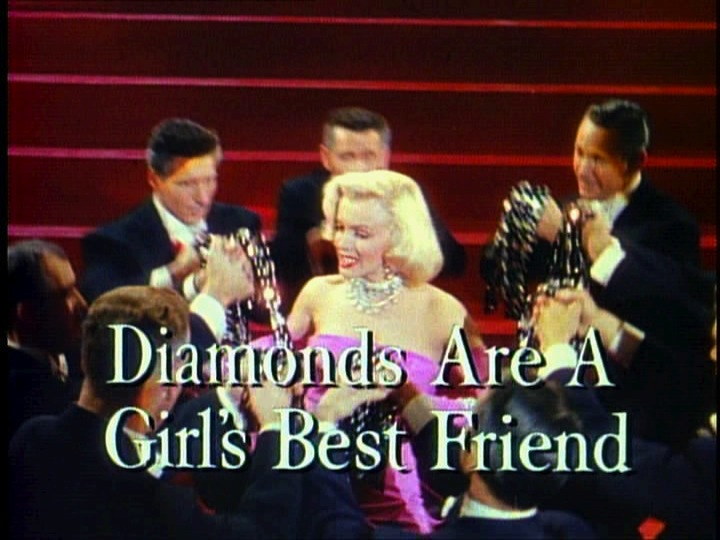
Le clip de la chanson s’est inspirée de la scène Diamonds Are a Girl's Best Friend.

Le clip vidéo s’inspire de l’admiration de Madonna pour Marilyn Monroe et imite la performance de la chanson Diamonds Are a Girl's Best Friend du film Les hommes préfèrent les blondes. Apparaît l’acteur Keith Carradine, qui joue l’intérêt amoureux de Madonna. La vidéo est la première à montrer les facultés d’actrice de Madonna, car elle combine la danse habituelle de Diamonds are a girl's best friend avec l’histoire d’un homme qui impressionne Madonna avec des fleurs plutôt qu’avec des diamants. En 1987, dans une interview avec le New York Daily News, Madonna dit : « Eh bien, ma scène préférée de tous les films de Monroe est quand elle fait cette séquence de danse dans Diamonds Are a Girl's Best Friend. Et quand est venu le temps de faire un clip pour la chanson [Material Girl], j’ai dit, je peux juste refaire l’ensemble de cette scène et elle sera parfaite. […] Marilyn a été transformée en quelque chose qui n’est pas humain en quelque sorte, mais je peux comprendre cela. Sa sexualité était quelque chose par laquelle tout le monde était obsédé et je peux m’identifier à cela. Et il y avait certaines choses sur sa vulnérabilité dont je suis curieuse et par lesquelles je suis attirée, ».
Le clip de Material Girl est tourné le 10 et 11 janvier 1985 au Ren-Mar Studios à Hollywood et est dirigé par Mary Lambert. Il est produit par Simon Fields avec le photographe principal Peter Sinclair, monté par Glenn Morgan et chorégraphié par Kenny Ortega. L’acteur Robert Wuhl apparaît au début du clip. La vidéo est en même temps une exégèse et une critique des paroles et de Madonna elle-même. C’est sur le tournage que Madonna rencontre son premier mari, l’acteur Sean Penn.
Le clip commence avec deux hommes en train de regarder un essai dans les salles de projection d’un studio hollywoodien. Sur l’écran, une actrice, Madonna, chante et danse Material Girl, habillée comme Monroe dans Diamonds Are a Girl's Best Friend. L’un des hommes, Keith Carradine, est un directeur ou un producteur extrêmement riche. Il tombe amoureux de l’actrice et veut exprimer sa passion envers elle. Il dit à son employé, Robert Wuhl : « Elle est fantastique. Je savais qu’elle serait une star ». L’employé répond : « Elle pourrait l’être. Elle pourrait devenir grande. Elle pourrait devenir une grande star ». Le premier conclut en disant : « Elle est une star, George ». Madonna porte une robe rose sans manches et a les cheveux blonds comme Monroe. Le fond est une reconstitution de la vidéo de Monroe, complété avec des escaliers, des lustres et de nombreux garçons en smoking qui chantent le refrain. Madonna chante et danse la chanson, tandis qu’elle est submergée par de l’argent, des bijoux de luxe, de la fourrure et est portée par l’homme au-dessus de l’escalier. À un moment, elle rejette les hommes avec son éventail. Comme le producteur essaie d’impressionner Madonna, il ne vient pas pour savoir si elle aime les biens matériels, mais plutôt si elle préfère une simple romance. Il prétend être sans argent, et lui apporte des fleurs coupées à la main tout en payant un pauvre homme d’un large montant pour emprunter (ou éventuellement acheter) sa camionnette pour la prendre lors d’un rendez-vous. Son plan semble fonctionner car la scène finale les montre en train de s’embrasser dans la camionnette dans une position intime.
C’est dans le clip de Material Girl que Madonna commence à accepter de se comparer à Monroe. Cependant, elle garde une distance sécuritaire de ces comparaisons et y développe le même pastiche. Des détails comme l’usage de différents gants et différents éventails dans la vidéo apporte les connexions entre ces femmes, mais Madonna fait allusion à elle-même de manière subtile. L’éventail dans la main de Monroe de la scène originale est une iconographie de Sudarshana Chakra tenu par le dieu indien Vishnou. Le professeur Georges-Claude Guilbert, qui a écrit Madonna as postmodern myth: how one star’s self-construction rewrites sex, dit que l’éventail symbolise le désir ardent ressenti par Monroe aussi bien qu’un rituel de sacrifice, annonçant étrangement sa mort prématurée en 1962. L’éventail de Madonna, lequel apparaît à la fin du clip, signifie que la chanteuse — en rendant son hommage à Monroe — signale qu’elle n’a pas l’intention de devenir une victime comme elle, et qu’elle est sur le point de commencer un mythe féministe post-moderne. L’auteur Nicholas Cook commente que la vidéo promeut l’identité de Madonna comme le suggère la chanson, dans le but de changer « l’image de Madonna d’une bimbo disco à une star authentique ». Lisa A. Lewis, auteur de Gender, Politics and MTV trouve que dans le clip vidéo, la chanteuse atteint la rare distinction d’être accepté comme moyen littéraire par les auteurs musicaux.
Material Girl est nommée aux MTV Video Music Award Best Female Video en 1985 mais perd devant What’s Love Got to Do with It de Tina Turner. La vidéo se place à la 54e position du classement VH1’s 100 Greatest Videos.

## Interprétations scéniques

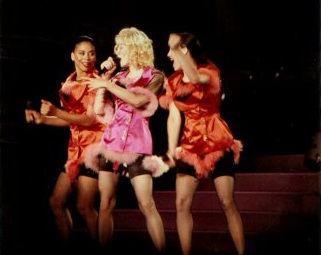
Madonna interprétant Material Girl lors du Blond Ambition Tour.

Madonna interprète Material Girl dans quatre de ses tournées mondiales. Elle finit The Virgin Tour avec une auto-parodie de la chanson. Elle porte un bustier tubulaire et une jupe blanche serrée. À la fin de son interprétation, elle demande au public « Pensez-vous réellement que je suis une fille matérielle ?… Je ne suis pas… Prenez ça [Elle lance de la fausse monnaie]… Je n’ai pas besoin d’argent… J’ai besoin d’amour ». Puis, elle commence à se déshabiller, elle est arrêtée et emmenée vers les coulisses avec son père. À Détroit, Tony Ciccone lui-même lui fait les honneurs. La performance est incluse dans la cassette Live: The Virgin Tour. Dans le Who’s That Girl Tour, Madonna l’interprète dans un medley avec Dress You Up et Like a Virgin. Carol Clerk estime que la robe portée ce jour-là est plus « ridicule pour Madonna, qu’humoristique ». Deux performances de la chanson dans cette tournée sont disponibles : l’une dans Who’s That Girl - Live from Japan, filmée à Tōkyō le 22 juin 1987 et Ciao, Italia! – Live from Italy, filmée à Turin le 4 septembre 1987.
Lors du Blond Ambition Tour en 1990, Madonna chante Material Girl avec un fort accent du Midwest. Elle remplace les paroles « experience has made me rich » par « experience has made me bitch ». Après cela, elle sort des billets de dollar de son corsage et les jette pour le public qui les attrape. Deux performances différentes sont visibles, l’une dans Blond Ambition - Japan Tour 90, filmée à Yokohama le 27 avril 1990 et Live! - Blond Ambition World Tour 90, tournée à Nice le 5 août 1990. Durant le Re-Invention Tour en 2004, une programmation générale est décidée où le spectacle pourrait commencer avec I’m So Stupid de l’album American Life, Dress You Up et Material Girl. Mais Dress You Up et I’m So Stupid sont plus tard retirées de la tournée. De ce fait, Material Girl est choisie comme chanson de clôture de la partie militaire du concert et est réorganisée dans une version avec une guitare électrique. Madonna chante debout devant le micro et joue de la guitare électrique. Les décors au fond affichent des équations mathématiques tandis qu’une double hélice d’ADN apparaît sur les écrans.

## Reprises
La chanteuse pop latino mexicaine Byanka reprend la chanson en espagnol en 1985 sous le titre Chica Material. Les enfants présentent en 1989 une parodie dans l’émission 1, rue Sésame en changeant les paroles et intitulant la chanson Cereal Girl. Le clip vidéo montre une fille monstre qui adore les céréales après en avoir goûté. The Chipettes réalise une reprise sur une version du dessin animé Alvin et les Chipmunks. En 1988, la chanson est samplée pour le tube dance numéro deux If You Buy This Record (Your Life Will Better) par The Tamperer. Le groupe KMFDM reprennent la chanson en 1999 pour l’album hommage Virgin Voices: A Tribute To Madonna: Vol 1. La même année, Britney Spears reprend la chanson dans son …Baby One More Time Tour, en désignant Madonna et Janet Jackson comme ses meilleures inspirations. Le groupe Deathgrind Exhumed comme partie de leur CD bonus édition limitée de leur album Platters of Splatter. Richard Cheese and Lounge Against the Machine reprennent Material Girl dans une version lounge dans leur album I’d Like a Virgin.
La chanteuse pop Hilary Duff et sa sœur Haylie Duff, enregistrent une version du titre pour le générique du film Material Girls, dans lequel les deux actrices jouent. Leur reprise est produite par Timbaland alors qu’elle devait initialement être produite par Lil’ Jon, avec la version de Dead Executives. Selon Haylie, la reprise devait sortir en single mais ils n’ont pas eu le temps de filmer un clip. La chanteuse islandaise Hafdís Huld interprète Material Girl au Secret Garden Party et The Big Chill en été 2007. À son concert du 16 mai 2009 au National Auditorium à Mexico, Yuridia interprète une reprise de Material Girl. Une reprise avant-garde/folk rock par Mountain Party est incluse la compilation hommage à Madonna Through the Wilderness.  
Material Girl fait partie du medley Sparkling Diamonds dans le film Moulin Rouge. En 2004, dans le film Bridget Jones : L'Âge de raison, la chanson est utilisée dans la scène où Bridget sort d’une prison thaïlandaise. Le jeu Elite Beat Agents sorti en 2006 sur Nintendo DS contient une reprise du titre dans l’un des niveaux. Le niveau suit deux célébrités débutantes piégées sur une île déserte. Elle apparaît aussi dans le jeu vidéo Karaoke Revolution et Wii Music pour Wii,. En 2010, Elton John reprend la Material Girl au concert caritatif Rainforest Fund.
En 2011, Eliza Doolittle reprend cette chanson pour un clip diffusé en été 2011 sur Arte dans le cadre de Summer of Girls.

## Postérité
Après la sortie de la chanson, le mot « material girl » devient un surnom de Madonna. Elle fait souvent remarquer qu’elle regrette avoir enregistré cette chanson, car il est devenu son surnom et lui reste pendant plusieurs décennies. Elle a aussi dit que si elle avait su ce qui se passerait, elle n’aurait jamais enregistré le titre. Après avoir tourné le clip, Madonna dit qu’elle n’a jamais voulu être comparée à Monroe, en dépit de se faire passer pour une icône hollywoodienne et recréer plusieurs poses de Marilyn pour des séances photos, plus particulièrement dans un numéro[Lequel ?] de Vanity Fair qui date de 1991. Sur la chanson, Madonna dit à J. Randy Taraborrelli : « Je ne peux pas complètement dédaigner la chanson et le clip parce qu’ils sont certainement importants pour ma carrière. Mais parler des médias qui se sont accrochés à cette phrase et qui ont eu une mauvaise interprétation de la chose. Je n’ai pas écrit cette chanson, vous savez, et la vidéo montre comment une fille rejette l’argent et les diamants. Mais Dieu interdit l’ironie qui devrait être sous-entendue. Donc quand j’aurai 90 ans, je serai encore la Material Girl. Je suppose que ce n’est pas si mal. Lana Turner était la Sweater Girl jusqu’au jour où elle mourut ».
Plusieurs académiciens analysent l’usage du terme « material » comme étrange car selon eux, « materialistic » est le mot correct. Cependant, cela pose des problèmes sur la versification de Madonna et de l’auteur Brown. Guilbert commente que « material girl » désigne un certain type de femmes libérées, s’écartant ainsi de sa forme d’origine lequel fait penser à une fille qui est tangible et accessible. Cook pense que le sens et l’impact de « material girl » n’est pas plus délimité par le clip plutôt que par sa chanson. Son influence est vue plus tard parmi divers groupes tels que les femmes contre les hommes, les homosexuels contre les hétérosexuels et les universitaires contre les adolescents.
En 1993, une conférence est tenue à l’Université de Californie à Santa Barbara, sur le sujet Madonna : Icône féministe ou fille matérielle ? La conférence réfléchit sur la dualité de Madonna entre l’un et l’autre et aboutit au fait que le féminisme de Madonna n’est pas facile à juger. Quelques-uns des féministes quittent la conférence, citant qu’ils ne sont pas capables de prendre leur décision. Comme le concept du New Age devient un courant populaire aux États-Unis dans les années 1990, Madonna essaie de fuir l’appellation « material girl », et embarque sur sa propre quête spirituelle. Des journaux comme The Times et The Advocate la désigne respectivement « the Ethereal Girl » et « Spiritual Girl ».

## Crédits
- Paroliers : Peter Brown et Robert Rans
- Producteur : Nile Rodgers
- Basses : Bernard Edwards
- Guitare : Nile Rodgers
- Clavier : Nile Rodgers
- Batterie : Tony Thompson
- Chœurs : Madonna, Curtis King, Frank Simms et George Simms
- Remixes : John « Jellybean » Benitez, Shep Pettibone et Michael Hutchinson

Source

## Versions
| - Single 33 tours version britannique 1. Material Girl (Version Album) – 4:00 2. Material Girl (Version Extended Dance Remix) – 6:05 3. Material Girl (Version Vidéo) – 4:43 4. Material Girl (Version Remasterisée) – 3:50 - Single 33 tours version américaine 1. Material Girl – 4:00 2. Pretender – 4:28 | - CD single japonais 1. Material Girl (Extended Dance Remix) – 6:10 2. Into The Groove – 4:45 3. Angel (Extended Dance Mix) – 6:14 - Single 45 tours version américaine 1. Material Girl (Extended Dance Remix) – 6:05 2. Pretender – 4:28 |

## Classements et succession à la première place
| Pays             | Meilleure position |
| ---------------- | ------------------ |
| Allemagne        | 13                 |
| Australie        | 4                  |
| Autriche         | 8                  |
| Belgique         | 3                  |
| Canada           | 5                  |
| Cuba             | 1                  |
| Espagne          | 10                 |
| Europe           | 5                  |
| France           | 47                 |
| Irlande          | 3                  |
| Italie           | 18                 |
| Japon            | 2                  |
| Nouvelle-Zélande | 5                  |
| Pays-Bas         | 7                  |
| Royaume-Uni      | 3                  |
| Suisse           | 15                 |

| États-Unis                                 | Meilleure position |
| ------------------------------------------ | ------------------ |
| Billboard Hot 100                          | 2                  |
| Billboard Hot Dance Music/Club Play        | 1                  |
| Billboard Hot R&B/Hip-Hop Singles & Tracks | 49                 |

| Pays       | Meilleure position |
| ---------- | ------------------ |
| Canada     | 46                 |
| Italie     | 75                 |
| Pays-Bas   | 57                 |
| États-Unis | 58                 |

## Compléments